# Jacques Jaubert
Jacques Jaubert (1944. február 25. – 1999. május 1.) francia rali-navigátor.

## Pályafutása
1973 és 1981 között összesen tinennégy világbajnoki versenyen navigált.
Jean-Luc Thérier navigátoraként két futamgyőzelmet is szerzett a világbajnokságon. Kettősük 1973-ban megnyerte a portugál, valamint a sanremói versenyt.
Pályafutása alatt olyan neves versenyzőkkel dolgozott együtt, mint Jean Ragnotti és Sandro Munari.

### Rali-világbajnoki győzelmei
| #  | Dátum               | Rali          | Versenyző        | Autó                     | Összefoglaló |
| -- | ------------------- | ------------- | ---------------- | ------------------------ | ------------ |
| 1. | 1973. március 13-18 | Portugál rali | Jean-Luc Thérier | Alpine-Renault A110 1800 | Összefoglaló |
| 2. | 1973. október 10-13 | Sanremo-rali  | Jean-Luc Thérier | Alpine-Renault A110 1800 | Összefoglaló |